# South Park (Sega)
South Park is een flipperspel uit 1999, uitgebracht door Sega Pinball. Het spel is gebaseerd op de televisieserie South Park.